# خرداد ۱۳۹۰
خرداد ۱۳۹۰، سومین ماه سال ۱۳۹۰ خورشیدی است.

آغاز آن یک‌شنبه: ‎۱ خرداد ۱۳۹۰ (۲۲ مه ۲۰۱۱) میلادی

مطابق با ۱۸ جمادی‌الثانی ۱۴۳۲ قمری قرارادی می‌باشد.